# دولار مسافر
دولار المسافر هو عملة كندية سُكت للتداول من عام 1935 حتى عام 1986. حتى عام 1968، كانت العملة المعدنية مكونة من 80% من الفضة. سُكت نسخة أصغر من العملة المعدنية ذات النيكل للتداول العام في الفترة من عام 1968 إلى عام 1986. في عام 1987، أُستبدلت العملة المعدنية بالعملة الكندية. مثل جميع العملات المعدنية التي أُوقِفَ إنتاجها في كندا، تظل عملات الدولار المسافر قانونية.

## تاريخ

### إنتاج
في 4 مايو 1910، أقرت الحكومة الكندية تعديلاً على قانون العملة (مشروع القانون 195) والذي دعا، من بين أمور أخرى، إلى ضرورة إصدار دولار كندي فضي. كان جيمس بونار، نائب رئيس دار سك العملة الملكية، قد أمر بإعداد القالب الرئيسي لهذا الدولار الجديد في 10 نوفمبر 1910. تأخر إنتاج القوالب، ولم تُسلم إلى الدار إلا بعد مرور عام تقريبًا. وبحلول الوقت الذي وصلت فيه القوالب، كان السير روبرت بوردن قد فاز في الانتخابات الكندية، وألغى إنتاج الدولار الفضي. في حين لَم لَم يُقَدم أي سبب رسمي من حكومة بوردن بشأن الإلغاء، فإن رسالة من بونار تنسب إزالة العملة إلى غياب الإشارة إلى الله (Dei gratia rex)، مما أثار الجدل بين الكنديين في ذلك الوقت. ظلت القوالب الأمامية، التي تحمل تمثال نصفي للملك جورج الخامس، محفوظة حتى عام 1936، حيث أُستخدمت مع أول دولارات فضية دخلت التداول. أُنتجت ثلاث نسخ تجريبية من الدولارات الفضية في عام 1911 بواسطة دار سك العملة الملكية في لندن: اثنتان منها من الفضة، وواحدة من الرصاص.أُقرِضَ إحدى العملات الفضية المملوكة لمتحف دار السك الملكية إلى بنك كندا منذ عام 1976، في حين أُكتشفت العملة المعدنية الرصاصية أثناء نقلها في عام 1977. وقد وضعت في مجموعة العملة الوطنية التابعة لبنك كندا، وعُرضت في متحف بنك كندا منذ عام 1980.

### اليوبيل الفضي

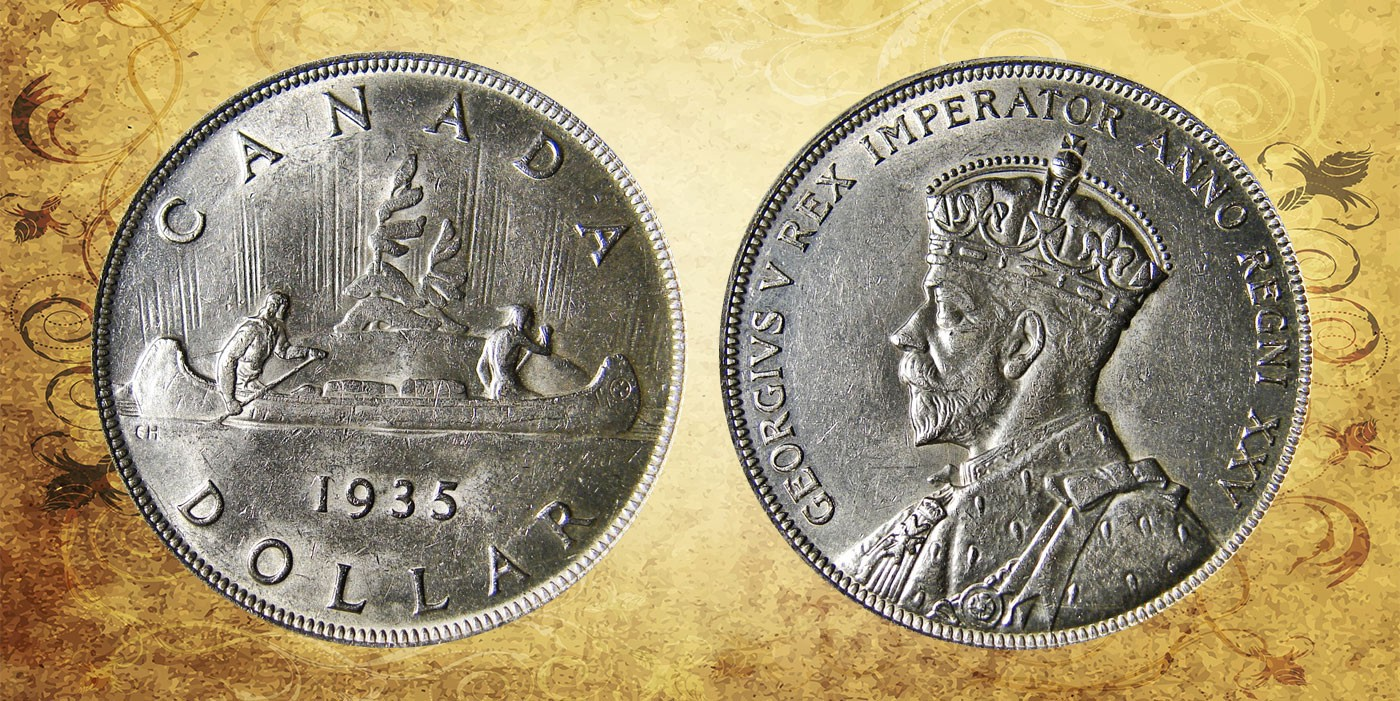
دولار كندي رحالة من عام 1935، احتفالاً باليوبيل الفضي للملك جورج الخامس

في عام 1935، سُكت دولار فضي تذكاري بمناسبة اليوبيل الفضي للملك جورج الخامس. وقد أظهرت الملك على الوجه الأمامي، وقارب يحمل مسافرًا (تاجر فراء فرنسي كندي)، ورجلًا أصليًا، على الوجه الخلفي. ويحتوي القارب أيضًا على حزمتين من الفراء - على إحداهما، يمكن رؤية الأحرف الأولى HB، وهي شركة Hudson's Bay . صُممت الوجه الخلفي بواسطة إيمانويل هان. كانت هذه العملة بمثابة بداية تداول الدولارات الكندية الفضية، والتي استمرت حتى عام 1968، عندما تحول تكوين العملة من الفضة إلى النيكل.

### مضروبة بالفضة
اعتبر هذا الإصدار ناجحًا بشكل عام، وبدءًا من عام 1936، سُكت الدولار الفضي (من الفضة النقية 0.800) سنويًا تقريبًا كإصدار منتظم للتداول العام، بنفس التصميم العكسي كما في عام 1935. على الرغم من أن الدولارات التذكارية سُكَت للتداول بمناسبة زيارة الملك جورج السادس في عام 1939، لم تُسك أي دولارات عادية في ذلك العام، وكذلك حتى نهاية الحرب العالمية الثانية في عام 1945. وبعد ذلك، سُكت دولارات المسافرين كل عام حتى عام 1966، باستثناء السنوات التي سُكت فيها دولار تذكاري للتداول (على سبيل المثال 1939، 1949، 1958، 1964). في عام 1967، صُممت "الإوزة الطائرة" خصيصًا للاحتفال بالذكرى المئوية الكندية.

### ضرب بالنيكل
ابتداءً من عام 1968، وبعد سلسلة الذكرى المئوية الكندية لعام 1967، استؤنف تصميم دولار المسافر. وقد سُكت من النيكل الخالص، في أعقاب القرار بتخفيض قيمة العملات الكندية من الفضة إلى النيكل. أدى التغيير إلى هذا المعدن الأكثر صلابة إلى تقليل قطر العملة من 36 مم إلى 32 مم، حيث جعل عملية سك العملة أسهل إلى حد كبير. منذ ذلك الحين، توقفت السلسلة فقط لتداول الإصدارات التذكارية، باستثناء تلك التي أٌنتجت في عام 1982 (دولار قانون الدستور) و1984 (دولار جاك كارتييه)، حيث أُنتجت تصميم المسافر. وقد ضُربت آخر مرة للتداول في عام 1986 وللجامعين في عام 1987.

### التغيير إلى الدولار الكندي
ولَم يُتَدَاوَل الدولار الفِضّي أو الدولار النيكل بشكل جيد على الرغم من أن دار سك العملة الملكية الكندية (RCM) رأت الحاجة إلى عملة دولار متداولة. نظرًا لأن العملة المعدنية بقيمة دولار واحد يمكن أن تدوم لمدة 20 عامًا أطول من ورقة الدولار الواحد، فقد حسبوا أنهم قد يوفرون ما يصل إلى 250 مليون دولار في 20 عامًا. لتشجيع التداول، ٍقلص الحجم، وتغيير اللون،وأُزيلَت ورقة الدولار الواحد من التداول.
في البداية، كانت الخطط تدعو إلى استمرار تصميم المسافر على عملة الدولار الجديدة ذات اللون الذهبي. لقد فقدت هذه المجموعة من القوالب التي تصور التصميم أثناء النقل. ولتجنب خطر التزوير، أُستخدمت تصميم بديل قدمه روبرت رالف كارمايكل في مسابقة تصميم العملات المعدنية عام 1978، والذي يظهر فيه طائر الغطاس. أصبح هذا معروفًا باسم " لوني".

## طبعات تذكارية
في عام 2003، في مجموعات إثبات خاصة تكريماً للذكرى الخمسين لتتويج الملكة إليزابيث الثانية ، سُكت تصميم المسافر مرة أخرى من الفضة الإسترلينية في طبعة محدودة من 30,000 قطعة. في عام 2017، أصدرت RCM إصدارات خاصة من العملات المعدنية بقيمة دولار واحد من الفضة والذهب مع طلاء البلاتين لإحياء الذكرى الثلاثين لتقديم اللوني، مع استخدام إحدى العملات المعدنية لتصميمها، والمقصود منها أن تكون نسخة جديدة لعملة الدولار الحالية، ولكنها تحمل التاريخين المزدوجين "1987-2017".
| صورة | سنة  | موضوع                                                        | فنان           | سك يتميز التصميم بعمود طوطم في المقدمة، مع جبال روكي في الخلفية. | |
| ---- | ---- | ------------------------------------------------------------ | -------------- | ---------------------------------------------------------------- | --- |
|      | 1964 | الذكرى المئوية لمؤتمر شارلوت تاون ومؤتمر كيبيك عام 1864      | توماس شينغلز   | 7,296,832                                                        | يتميز التصميم بزهرة الزنبق الفرنسية، والبرسيم الأيرلندي، والشوك الاسكتلندي، والورد الإنجليزي.                                                                                               |
|      | 1967 | مئوية كندا                                                   | أليكس كولفيل   | 6,767,496                                                        | يتميز التصميم بزهرة الزنبق الكندية أثناء الطيران. |
|      | 1970 | الذكرى المئوية لانضمام مانيتوبا                              | ريموند تايلور  | 4,140,058                                                        | يتميز التصميم بزهرة الزعفران، الزهرة الإقليمية لمانيتوبا. |
|      | 1971 | الذكرى المئوية لانضمام كولومبيا البريطانية                   | توماس شينجلز   | 4,260,781                                                        | يتميز التصميم بـ شعار كولومبيا البريطانية، بالإضافة إلى زهرتها الإقليمية، زهرة الكورنيا. |
|      | 1973 | الذكرى المئوية لانضمام جزيرة الأمير إدوارد                   | والتر أوت      | 3,196,452                                                        | يتميز التصميم بـ بيت المقاطعة. |
|      | 1974 | الذكرى المئوية لـ وينيبيج                                    | باتريك بريندلي | 2,799,363                                                        | يتميز التصميم بالرقم 100، محاطًا في الأعلى والأسفل بحروف "وينيبيج" و"دولار كندا 1874–1974" على التوالي. داخل الصفرين توجد رسوم توضيحية لشارع وينيبيج الرئيسي في عام 1874 (يسار) و1974 (يمين) |
|      | 1982 | قوانين الدستور 1867 و1982                                    | Ago Aarand     | 9,709,402                                                        | يتضمن التصميم إعادة إنشاء لوحة لآباء الاتحاد. |
|      | 1984 | الذكرى السنوية الـ450 لوصول جاك كارتييه إلى شبه جزيرة غاسبي. | هيكتور جريفيل  | 7,009,323                                                        | يضم التصميم صورة المستكشف جاك كارتييه أمام صليب يحمل شعار النبالة الفرنسي. |

في عام 2018، أصدرت RCM 5-أوقية-ترويسية (160 غ) و 1 عملات مسافرة من الفضة النقية بإصدار خاص بقيمة دولار واحد مع طلاء ذهبي. الأخير هو 102 يبلغ قطرها 1.5 ملم ومحدودة بـ 350 عملة معدنية.